# 吉田善太郎
吉田 善太郎（よしだ ぜんたろう、1861年4月 - 1916年12月24日）は、北海道札幌市の開拓功労者の一人。陸奥国岩手郡上田村（現：岩手県盛岡市）出身。豊平村農会初代会長・藍綬褒章受章。

## 来歴
- 1861年（文久元年）4月 南部藩士吉田善治・マツ夫妻の第一子として出生。
- 1871年（明治4年） 廃藩置県のため北海道札幌郡月寒村（現：豊平区月寒中央通7丁目・月寒公民館付近）に入植し、木炭製造をする。
- 1881年（明治14年） 善治が死去。善太郎が家業（木炭製造）を受け継ぐ。
- 1884年（明治17年） 月寒北通（東月寒・大谷地・南郷）に入植[3]。
- 1888年（明治20年） 東月寒（現：栄通18丁目コープさっぽろルーシー店本館裏手（南方向）付近）に移住。
- （年表不明） 吉田農場（現：東月寒公園一帯）を開設し、東月寒の地を開拓し、農耕業・木炭製造業を営む。
- 1891年（明治24年） 灌漑用水路「吉田用水」（現：吉田川）が完成し、水田耕作が普及する。
- （年表不明）善助が誕生（善太郎と前妻の間に一男一女を授かり、その後、後妻との間に四男一女を授かる）。その後、善三が誕生。
- 1893年（明治26年） 月寒村総代人となる。善太郎の敷地（現：栄通しらかば公園）付近に大谷地簡易教習所（現：札幌市立大谷地小学校）を創設に貢献。
- 1897年（明治30年） 吉田牧場を開設（現：八紘学園牧場地）し、牧畜・農耕業を営む。
- （年表不明）善助をアメリカに酪農留学させる。
- 1899年（明治32年） 大谷地尋常小學校（現：札幌市立大谷地小学校）を現在の地へ移設に貢献。
- 1904年（明治37年） 畜舎・サイロ（現：八紘学園資料館）が完成。
- （年表不明）乳牛（ホルスタイン種）20頭をアメリカより輸入（日本初の試み）。
- 1907年（明治40年） 豊平町農会が創設。初代会長に就任[3]。
- 1909年（明治42年） 別荘（現：八紘学園栗林記念館）が完成。
- 1916年（大正5年）12月24日 死去[1]。

善太郎の死後
吉田一家は、善太郎の意志を受け継ぎ、農耕・牧畜業に専念する。
- 1918年（大正7年）12月1日 善助より政府に、札幌郡白石村字野津幌（現：厚別区上野幌）の土地（畑五段五畝十七歩）を寄贈する[5]。
- 1921年（大正10年） 善助の三男善哉が誕生する。
- 1924年（大正13年） 善助の所有地、篠路町拓北（現・北区あいの里）に水田耕作を行うため、旧石狩川（現：茨戸川）より灌漑用水路を引く、拓北用水路が開始。
- 1929年（昭和4年） 補修工事が施され、完成[6]。
- 1928年（昭和3年） 善助は吉田権太郎（善太郎の弟）の影響（吉田牧場）により、白老社台地区に移住し、アメリカよりサラブレッドを購入し、社台牧場を創設。経営・育成を行う[4]。後に善哉は、千葉社台牧場（後の社台ファーム千葉）を設立し独立（社台グループ）、サラブレッド牧場の経営・育成に専念。
- 1932年（昭和7年） 善三の牧場地（現：東月寒公園一帯）の土地を黒澤酉蔵（雪印乳業創設者）の弟、黒澤和雄（豊平町議員[2]）に売却（サイロ・畜舎は、後の東月寒白樺会館となる）[7]。
- 1933年（昭和8年） 牧場地（現：八紘学園一帯）の土地を栗林元二郎（現：八紘学園創設者）に売却する。

## 開拓範囲
旧北海道札幌郡の開拓地・所有地
- 月寒村東月寒地区→現：札幌市豊平区（月寒東・羊ケ丘・福住）地区
- 豊平村厚別（アシリベツ）地区→現：札幌市清田区（北野・清田）地区
- 白石村大谷地地区→現：札幌市白石区（栄通・南郷・本通南）地区
- 白石村野津幌地区→現：札幌市厚別区上野幌地区

など

## 史跡・跡地など
吉田川
旧北海道農業試験場（現：北海道農業研究センター）敷地内の小川より水を引く灌漑用水路（吉田用水）を開拓し、下流に水田を（現：清田区北野地区）開設。後に川は整備され吉田川と命名された。
吉田善太郎功労碑
1910年（明治43年）用水路を作り、水田耕作や土地の寄贈など月寒の発展に貢献したことにより月寒公園（月寒神社境内）に建立。
吉田用水記念碑
1919年（大正8年）10月に用水路創設の起点地（現：清田1条1丁目北海道コカ・コーラボトリング）に建立。
吉田川公園
1984年（昭和59年）完成。吉田川下流域（札幌市豊平区体育館付近）に隣接する公園。川の名称より命名。
吉田山公園・吉田山2号公園
かつて南郷一帯の丘陵（現：南郷18丁目駅付近）を吉田山と称されており、その名称より命名。
旧吉田農場の一部（現：東月寒白樺会館）
善太郎が死去後、黒澤和雄は吉田善三より土地を購入し、黒澤牧場を創設した。
千歳市へ移転後、黒澤が建てた畜舎・サイロは東月寒地区町内会の手により保存され東月寒白樺会館としてそろばん教室などに開放されている。
旧吉田牧場（現：八紘学園牧場地）
畜舎・サイロ（現：八紘学園資料館）
1904年（明治37年）に創設。その後、栗林元二郎（八紘学園の創始者）が資料館として保存。
1988年（昭和63年）さっぽろ・ふるさと文化百選第40号に指定。
2006年（平成18年）3月7日都市景観重要建築物等（現：札幌景観資産）第9号に指定。
別荘（現：八紘学園栗林記念館）
1909年（明治42年）に創設。その後、栗林元二郎が記念館として保存。
1988年（昭和63年）さっぽろ・ふるさと文化百選第40号に指定。
2006年（平成18年）3月7日都市景観重要建築物等（現：札幌景観資産）第8号に指定 。
旧月寒村教習所（現：札幌市立月寒小学校）
創設に貢献。
旧月寒村役場（現：月寒公民館）
創設に貢献。
旧大谷地簡易教習所→大谷地尋常小學校（現：札幌市立大谷地小学校）
1893年（明治26年）、善太郎の敷地（現：栄通しらかば公園付近）に設立。
1899年（明治32年）、現在の地に移転する。
吉田の道普請（現：東北通）
この道路は開拓時代の農道で、善太郎の敷地を横断しており、実費で道路の補修工事をしていたため、近隣住民より称されていた。

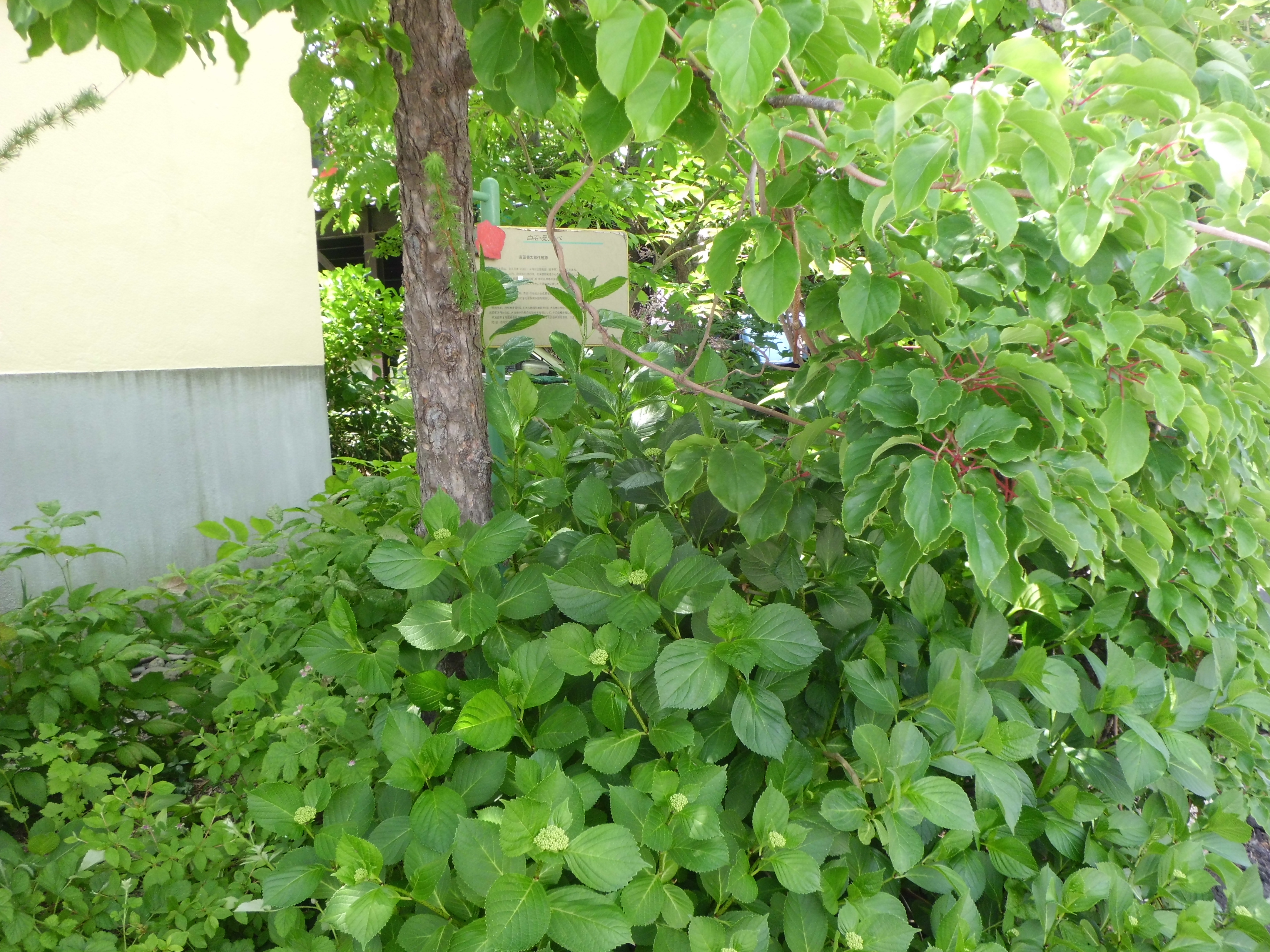
吉田善太郎住居跡。札幌市白石区
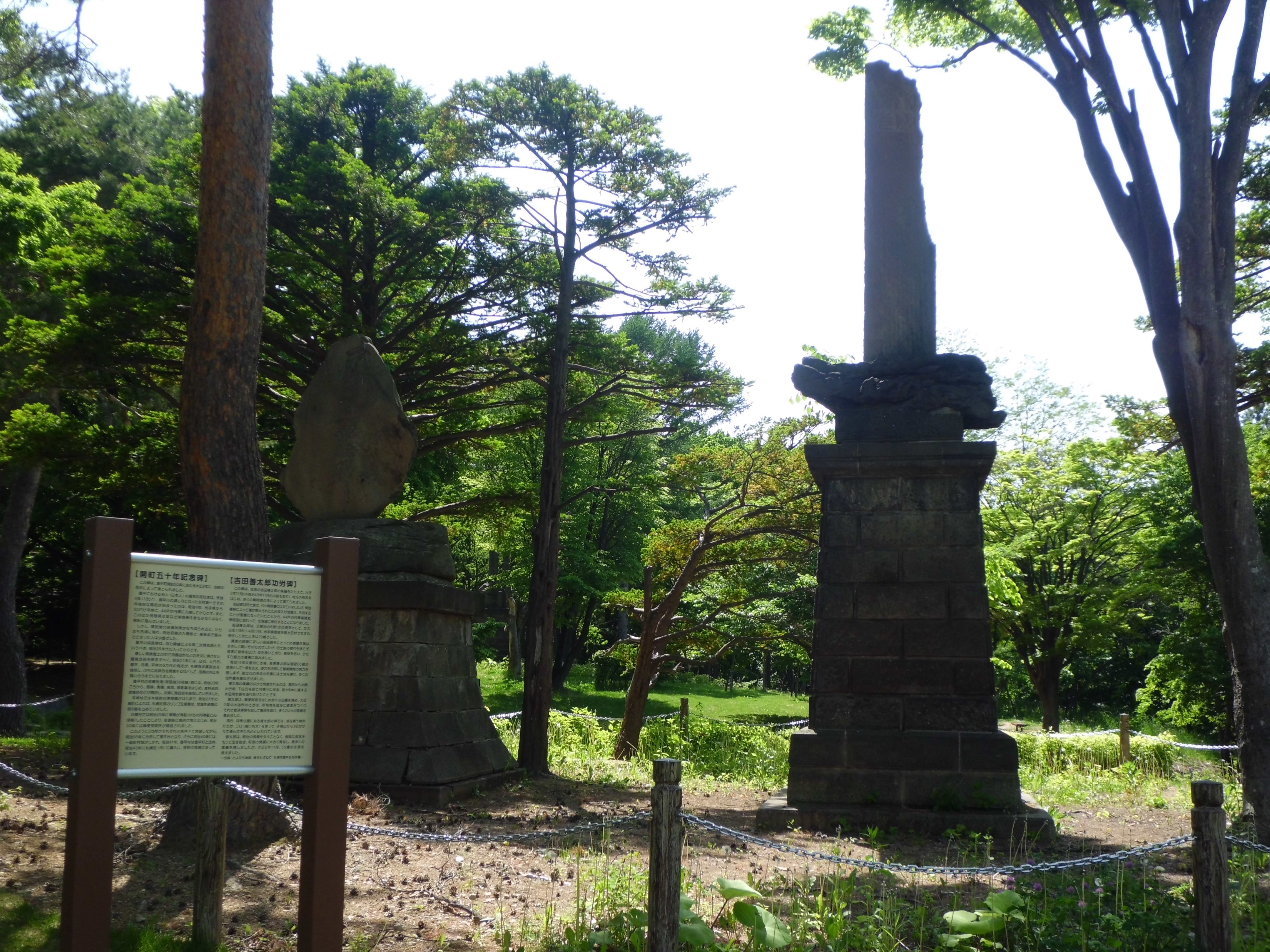
吉田善太郎功労碑（右）
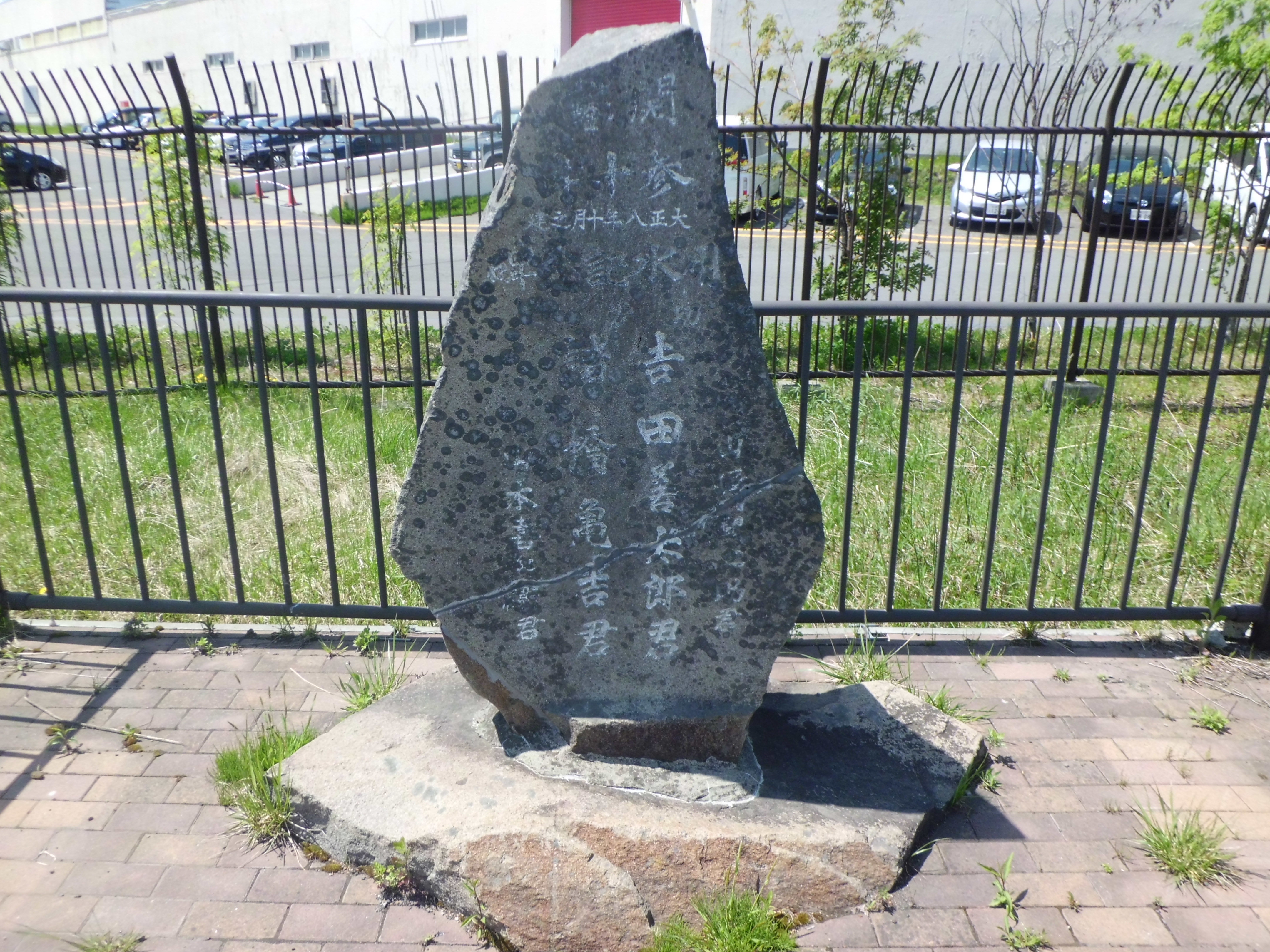
吉田用水記念碑
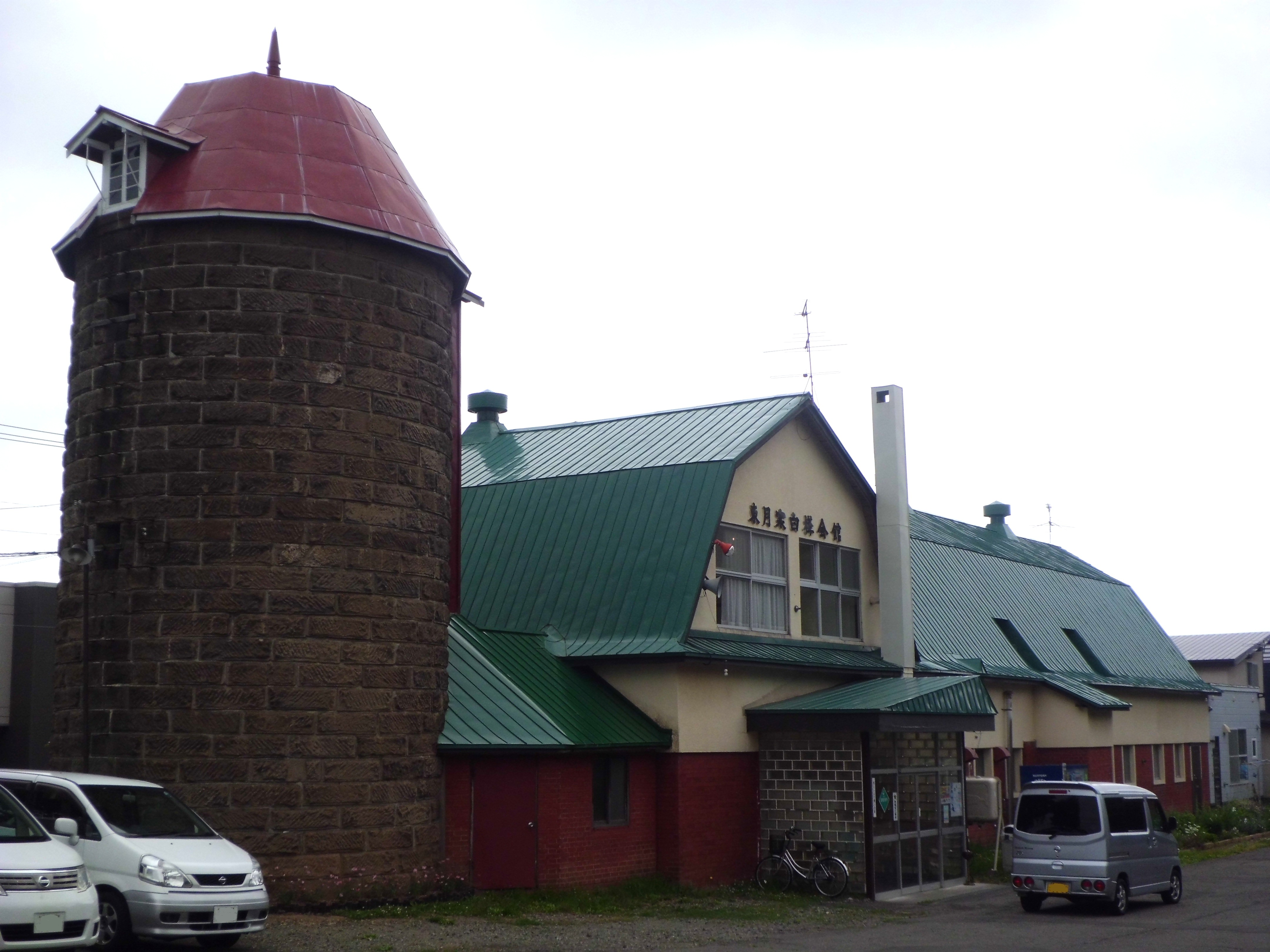
東月寒白樺会館
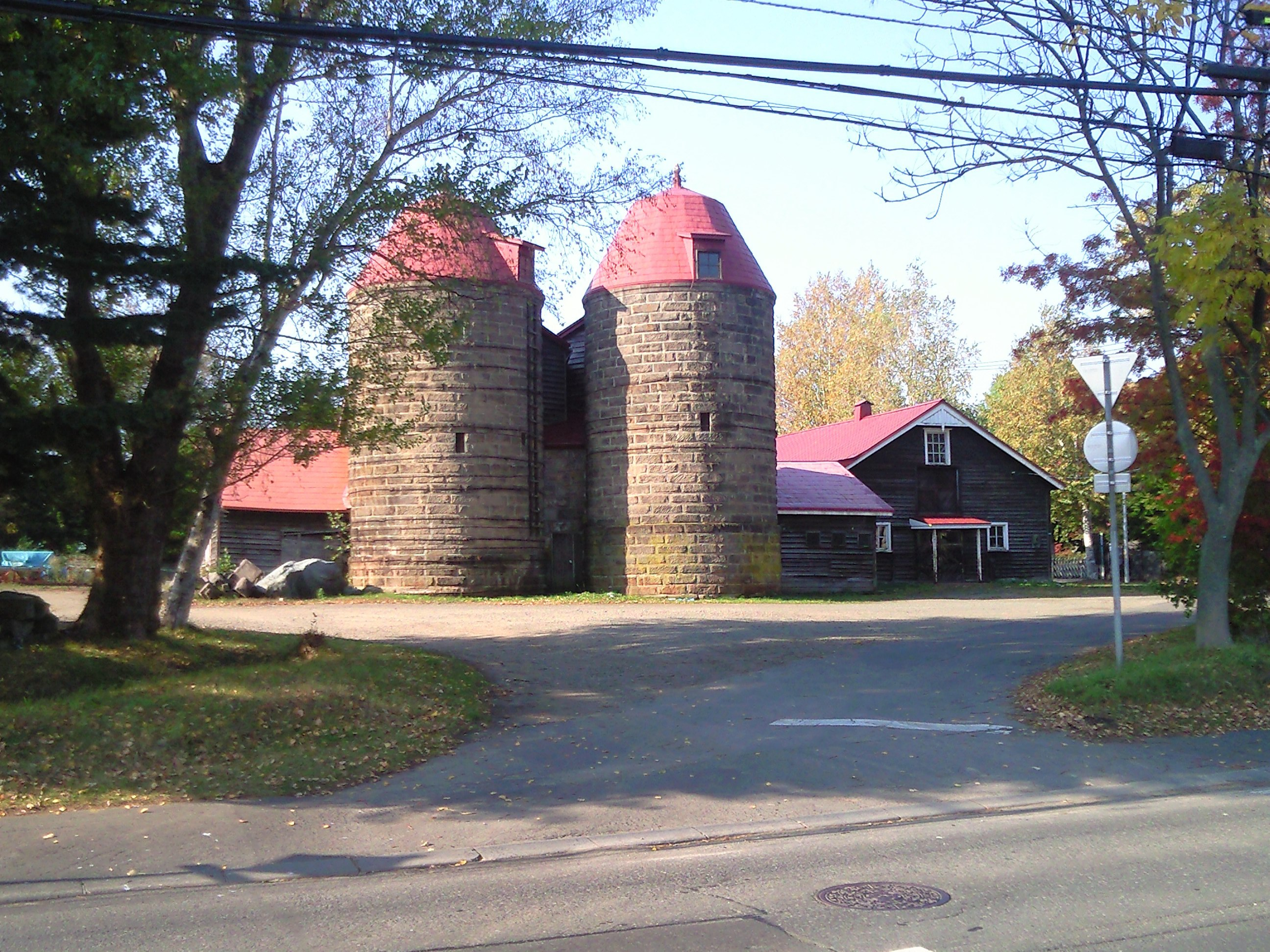
北海道農業専門学校の札幌軟石製サイロ